# Oficina del Gabinete
El Cabinet Office es un departamento ministerial del Gobierno del Reino Unido responsable de dar apoyo al Primer ministro y el Gabinete del Reino Unido. Está compuesto de varias unidades que dan soporte al Comité del gabinete del Reino Unido y que coordinan la entrega de los objetivos del gobierno a través de otros departamentos. Actualmente tiene un personal menor a 8 mil personas, algunas de las cuales trabajan en Whitehall. El personal que trabaja en la Oficina del Primer Ministro (10 de Downing Street) son parte del Cabinet Office

## Responsabilidades
Las funciones centrales del Cabinet Office son:
- Dar soporte al gobierno colectivo, ayudando a asegurar el desarrollo, coordinación e implementación efectiva de las políticas.
- Dar soporte al Consejo de Seguridad Nacional y la Organización Conjunta de Inteligencia, coordinando la respuesta gubernamental a las crisis y gestionando la ciberseguridad de Reino Unido.
- Promover la eficiencia y la reforma gubernamental a través de innovación, transparencia, mejores adquisiciones y gestión de proyectos transformando la entrega de servicios y mejorando la capacidad del Servicio Civil.
- Reforma política y constitucional.

El Cabinet Office tiene la responsabilidad, a nivel nacional, de lo siguiente.:
- Servicio Civil De Su Majestad
- Comisiones Fronterizas
- Normas Autoritarias Independientes Al Parlamento
- Funciones Comerciales Gubernamentales[2]
- Organización Comercial Gubernamental[3]

### Naciones delegadas
Sus principales contrapartes en las naciones delegadas son las siguientes:

#### Escocia
- Oficina del Primer Ministro (dando soporte al gabinete del Gobierno de Escocia)

#### Irlanda del Norte[4]
- Oficina del Primer Ministro y VIceprimer Ministro (coordinando el Gobierno de Irlanda del Norte)
- Departamento de Empresa, Comercio e inversión.
- Departamento de Finanzas y Personal

## Historia
El departamento fue formado en diciembre de 1916 de la secretaría del Comité de Defensa Imperial bajo Sir Maurice Hankey, el primer Secretario de Gabinete.
Tradicionalmente la parte más importante del rol del Cabinet Office fue facilitar la toma de decisiones colectiva del Cabinet, a través de la ejecución y el soprote de comitées a nivel de Cabinet. Este sigue siendo su rol principal, pero desde la absorción de algunas de las funciones del Departamento de Servicio Civil en 1981, la Oficina del Gabinete también ha ayudado a garantizar que se avance en una amplia gama de prioridades ministeriales en Whitehall.
También contiene unidades misceláneas que no encajan bien en otros departamentos. Por ejemplo:
- La Sección Histórica fue fundada en 1906 como parte del Comité para la Defensa Imparcial y está avocada a las Historias Oficiales[6]
- El Comité Conjunto de Inteligencia fue fundado en 1936 y transferido al departamento en 1957. Se ocupa de las evaluaciones de inteligencia y dirige las organizaciones nacionales de inteligencia del Reino Unido.
- La Rama Ceremonial fue fundada en 1937 y transferida al departamento en 1981. Originalmente se ocupó de todas las funciones ceremoniales del estado pero actualmente maneja honores y citas.

En los tiempos modernos el Cabinet Office generalmente toma la responsabilidad por áreas política que son las prioridades del Gobierno del momento. Las unidades que administran esas áreas migran hacia dentro y fuera del Cabinet Office así como las prioridades de los gobiernos (y los gobiernos) cambian.

## Ministros
Los ministros del Cabinet Office son:
| Ministro                          | Posición                                                                                      | Funciones |
| --------------------------------- | --------------------------------------------------------------------------------------------- | --- |
| El honorable Keir Starmer         | Primer Ministro Primer lord del Tesoro Ministro para el Servicio Civil Ministro para la Unión | Jefe de gobierno; supervisa el funcionamiento del Servicio Civil y las agencias gubernamentales; nombra miembros del gobierno; es la figura principal del gobierno en la Cámara de los Comunes. |
| Oliver Dowden                     | Canciller del Ducado de Lancaster                                                             | Impulsar el cumplimiento de las prioridades del Gobierno, incluida la supervisión de la Unidad de ejecución del Primer Ministro, las igualdades, incluida la supervisión de la Oficina de Igualdad del Gobierno, la supervisión de todas las cuestiones de política de la Oficina del Gabinete, la Unión y las relaciones intergubernamentales, la constitución, la seguridad nacional y la seguridad cibernética, la supervisión de contingencias civiles y resiliencia que incluye COBR, supervisión de la planificación comercial de la Oficina del Gabinete, supervisión de eventos importantes, incluidos Puentes, supervisión de fronteras y migración, supervisión de honores, supervisión del trabajo de la Oficina del Gabinete en ciencia, tecnología e innovación, incluida la supervisión de la Oficina de Ciencia y Estrategia Tecnológica. |
| Jeremy Quin                       | Ministro de la Oficina del GabinetePagador general                                            | Entrega del programa de eficiencia del Gobierno; modernización y reforma del Servicio Civil; Lugares para el Crecimiento; Desempeño y planificación comercial de la Oficina del Gabinete, incluida la Oficina del Gabinete 2025; supervisión del Servicio Comercial de la Corona; modelos comerciales; Función Comercial del Gobierno; Oficina Central Digital y de Datos; Servicio Digital Gubernamental; Oficina de Bienes del Gobierno; Agencia Gubernamental de Bienes Raíces; Autoridad de Infraestructura y Proyectos (junto con HMT); Servicio de Comunicaciones Gubernamentales; Grupo de Seguridad Gubernamental; incluida la verificación de antecedentes de seguridad del Reino Unido (UKSV); Autoridad de Fraude del Sector Público; RR.HH. del Servicio Civil; decoro y ética; apoyar al Canciller del Ducado de Lancaster en contingencias civiles y resiliencia; incluyendo COBR; nombramientos públicos; Patrocinio de investigación de sangre infectada. |
| La baronesa Neville-Rolfe DBE CMG | Ministro de Estado en la Oficina del Gabinete                                                 | Asuntos de la Oficina del Gabinete en los Lores; proyecto de ley de adquisiciones; Conmemoración COVID-19; Transparencia y Libertad de Información; Patrocinio de la Autoridad de Estadísticas del Reino Unido y del Defensor del Pueblo Parlamentario y del Servicio de Salud; Comisión Geoespacial; Apoyar al Ministro de la Oficina del Gabinete en la entrega de eficiencia y modernización del servicio civil; Apoyando al Canciller del Ducado de Lancaster con honores; Apoyar al Canciller del Ducado de Lancaster en las fronteras, incluida la Ventanilla Única de Comercio. |
| Alex Burghart                     | Secretario parlamentario                                                                      | Apoyar al Canciller del Ducado de Lancaster en asuntos relacionados con la Constitución, la Unión y las relaciones intergubernamentales; Investigaciones del gobierno: sangre infectada, Torre Grenfell, COVID-19; proyecto de ley de adquisiciones; legislación secundaria; apoyo al Ministro de la Oficina del Gabinete en la gestión diaria de las funciones gubernamentales y los Servicios Comerciales del Gobierno. |
| Nadhim Zahawi                     | Ministro sin Cartera                                                                          | |
| Johnny Mercer                     | Ministro de Estado para Asuntos de Veteranos                                                  | Política de personal civil y de servicio; sueldos, pensiones y compensaciones de las fuerzas armadas; Pacto de las Fuerzas Armadas; familias de bienestar y servicio; participación de la comunidad; igualdad, diversidad e inclusión; veteranos (incluyendo reasentamiento, transición, organizaciones benéficas de defensa y el Pacto Ministerial y la Junta de Veteranos y la Oficina de Asuntos de Veteranos); cuestiones heredadas y consultas e investigaciones públicas no operativas; salud mental; Servicios Médicos de Defensa; el programa de personas (estrategia de compromiso flexible, modelo de alojamiento futuro y enfoque empresarial); servicio de haciendas política de alojamiento familiar y compromiso con el bienestar. |
| Penny Mordaunt                    | Líder de la Cámara de los ComunesLord presidente del Consejo                                  | el Programa Legislativo del Gobierno, presidiendo la Comisión de Gabinete; Administrar y anunciar semanalmente los asuntos de la Cámara de los Comunes y facilitar las mociones y los debates en la Cámara, en particular sobre los asuntos de la Cámara; representante del gobierno en la Cámara (en la Comisión de la Cámara de los Comunes, la Comisión de Cuentas Públicas y los Comités de Portavoces de la Autoridad de Normas Parlamentarias Independientes); representante de la Cámara de los Comunes en el Gobierno; reforma y política parlamentaria; Responsabilidad ministerial de la Oficina del Consejo Privado. |
| Nicholas True                     | líder de la Cámara de los LoresLord del Sello Privado                                         | Gestión y entrega del programa legislativo del Gobierno (a través de la Cámara de los Lores) y facilitación de la aprobación de proyectos de ley individuales; Dirigir la Cámara (en la Cámara y como miembro clave de los comités internos relacionados con el procedimiento, la conducta y el gobierno interno de la Cámara); Cuestiones relacionadas con la Cámara de los Lores y su gobierno; Hablar en nombre del Gobierno en la Cámara sobre una variedad de temas, incluida la repetición en la Cámara de los Lores de las declaraciones hechas a los Comunes por el Primer Ministro; Ceremonial y otros deberes como Lord Guardián del Sello Privado. |
| Conde Howe                        | Líder adjunto de la Cámara de los Lores                                                       | El líder adjunto de la Cámara de los Lores apoya a la Cámara de los Lores en su trabajo de interrogar a los ministros del gobierno, mejorar la legislación y debatir temas de importancia nacional. |

Los altos funcionarios de la Oficina del Gabinete son los siguientes:
| Nombre        | Posición                                                           | Posesión                           |
| ------------- | ------------------------------------------------------------------ | ---------------------------------- |
| Simon Case    | Secretario de Gabinete y Jefe de la Función Pública del Interior   | 9 de septiembre de 2020 – presente |
| Alex Chisholm | Secretario Permanente y Jefe Ejecutivo del Servicio Civil Nacional | 14 de abril de 2020 – presente     |
| Tim Barrow    | Consejero de Seguridad Nacional                                    | 7 de septiembre de 2022 – presente |

La Oficina del Gabinete también apoya el trabajo de:
- El líder de la Cámara de los Comunes
- El líder de la Cámara de los Lores